# Manifeste Dada 1918
Vous lisez un « bon article » labellisé en 2025.
Le Manifeste Dada 1918 est un texte de Tristan Tzara. C'est l'un des manifestes majeurs du mouvement Dada, avec le manifeste DaDa de 1916, écrit par Hugo Ball et le Dadaistisches Manifest de Richard Huelsenbeck prononcé quelques mois auparavant la même année. Parmi les très nombreux manifestes dadaïstes, il est le plus élaboré, le plus célèbre et le plus commenté.
Il a été lu par son auteur le 23 juillet 1918 au cours d’un spectacle au Zuntfhaus in der Meise à Zurich, faisant alors de Tzara le porte-parole du mouvement, puis publié en décembre de la même année dans le troisième numéro de la revue DADA. Il est également repris, dans une version remaniée, parmi les Sept manifestes Dada parus en 1924 chez l'éditeur Jean Budry.
Ce manifeste marque la rupture de Dada avec les différentes écoles d'avant-gardes sur lesquelles il s’était jusque-là appuyé, et le tournant révolutionnaire du mouvement. Dans un contexte où la Grande guerre et ses atrocités provoquent une crise des valeurs, Tzara refuse tout sens, toute logique, tout esprit de système, et affiche une volonté de destruction de toutes les valeurs en cours, de toutes les institutions, et l'art lui apparait comme faisant partie de ces institutions à rejeter en bloc. Contre elles, il exalte la « spontanéité dadaïste » et « la vie ». Le polémiste est conscient des contradictions dans lesquelles le nihilisme destructeur dont on pourrait l'accuser l'enferme. Mettant en spectacle son caractère auto-contradictoire avec humour, le manifeste unit alors affirmation et négation, exalte la vie et l'art émancipé, comme des forces qui embrassent les contradictions. Il se présente autant comme un discours que comme un texte poétique.

## Histoire

### Contexte
Le mouvement Dada naît dans le contexte de la Grande guerre. Pendant qu’ailleurs les combats font rage, des artistes de diverses nationalités, des réfractaires, se retrouvent réunis à Zurich, en Suisse neutre, tournant le dos au conflit, et à toutes les valeurs, à tout le système culturel et social qui y a conduit. Au moment de la publication du manifeste, Tristan Tzara, jeune poète roumain, se trouve à Zurich depuis plus de deux ans. Il y est arrivé à l'automne 1915 pour rejoindre son ami le plasticien Marcel Janco. Depuis le début de la guerre, la ville est devenue le refuge d'une jeunesse qui refuse les armes. Janco et Tzara y rencontrent la danseuse Hemmy Hennings, son mari Hugo Ball, un anarchiste d’origine allemande, marqué par l’expressionnisme et le catholicisme social, puis Hans Arp, un jeune Alsacien réfractaire. Ensemble, sous la conduite de Ball, ils fondent le cabaret Voltaire, annoncé d’abord comme un « centre de divertissement artistique », qui ouvre ses portes le 2 février 1916. Ils sont bientôt rejoints par Johannes Baader et Richard Huelsenbeck, et le mouvement Dada est lancé au cours des soirées qui animent le cabaret. Le mot dada, choisi selon la légende au hasard dans un dictionnaire, apparaît pour la première fois dans l'unique numéro de la revue Cabaret Voltaire, publiée en juin 1916 : le mot n'est cependant pas associé à un texte théorique qui préciserait les objectifs du mouvement. La revue se présente comme un « recueil littéraire et artistique », s'inspirant des esthétiques cubiste et expressionniste. Ce sont les conceptions d'Hugo Ball, à la fois disciple de Bakounine et fervent catholique, qui prévalent dans le mouvement pendant les six premiers mois de l'année 1916, jusqu'à la fermeture du cabaret et le départ de son directeur pour le Tessin.
Après ce départ, reprenant à son compte certaines idées de Ball, mais en les exploitant différemment dans la mesure où il les porte sur la place publique, Tzara devient la figure de proue du mouvement. La revue DADA est lancée en juillet 1916, ses deux premiers numéros, s'inscrivent dans la veine de Cabaret Voltaire, inspirés par le futurisme et plus généralement toutes les expressions de l'avant-garde. « Il faut attendre le numéro 3 en décembre 1918 pour voir apparaître Dada tel qu'en lui-même ».

### La soirée du 23 juillet etDADA3

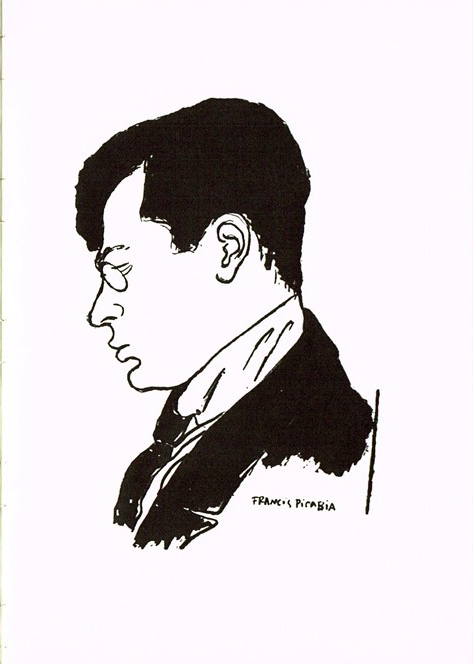
Portrait de Tristan Tzara par Francis Picabia, publié dans les Sept Manifestes Dada (1924).

Rédigé « d'un trait », sans doute dès le printemps, le manifeste est lu par Tzara le 23 juillet 1918, au Zunfthaus in der Meise à Zurich. La soirée est annoncée par une affiche gravée par Janco qui annonce « Tristan Tzara lira de ses œuvres et un manifeste Dada ». Selon l'historien Marc Dachy, cet événement peut être considéré comme « le véritable acte fondateur du mouvement, sans lequel Dada serait peut-être resté lettre morte ».
Il est publié en décembre dans DADA no 3. Ce numéro de la revue marque un tournant radical, repérable dans son format même et dès sa couverture. Le Manifeste est l’élément principal de sa nouveauté : Tzara y exprime un doute généralisé à l'égard de toutes les doctrines, qui entraîne une rupture de Dada avec toutes les avant-gardes modernistes que mettaient encore en avant les premiers numéros de la revue. À l’occasion de cette publication, Tzara ajoute au manifeste une note marginale dans laquelle il conspue le mot dadaïsme, produit par des journalistes ayant selon lui mécompris l’intention de Dada de ne pas se constituer en une nouvelle école artistique.

### Répercussions et postérités
Parmi les nombreux manifestes du mouvement Dada, le Manifeste Dada 1918 est le plus élaboré, le plus célèbre et le plus commenté. C’est par ce texte que Dada a été connu du public. Son retentissement est mondial et immédiat, et il attire en particulier l’attention de Francis Picabia et d’André Breton.
L’artiste Francis Picabia reçoit DADA no 3 en janvier 1919 alors qu’il est en cure de désintoxication à Bex, et écrit à Tzara : « Bravo, [...] enfin voir et lire en Suisse quelque chose qui ne soit pas une connerie. Votre Manifeste est l'expression de toutes les philosophies qui cherchent la vérité ». Il rejoint les dadaïstes à Zurich où il reste du 22 janvier au 8 février. Tzara et Picabia y préparent le huitième numéro de la revue 391. Picabia invite ensuite Tzara à le rejoindre à Paris, ce que l’écrivain roumain fera en janvier 1920, permettant au mouvement de se déployer dans la capitale française.
En 1919, après avoir lu le manifeste, André Breton, futur chef de file du mouvement surréaliste, écrit à Tristan Tzara, « je me suis réellement enthousiasmé pour votre manifeste ; je ne savais plus de qui attendre le courage que vous montrez. C'est vers vous que se tournent aujourd'hui tous mes regards ». Le manifeste a également marqué l'écrivain Louis Aragon, qui en fait figurer une phrase en exergue de son roman Anicet :

« Je suis contre les systèmes, le plus acceptable des systèmes est celui de n'en avoir par principe aucun. »

Cette même phrase a été commentée par le poète Georges Bataille en 1929, au moment où Tzara rejoint le groupe surréaliste. Pour Bataille, quand Tzara considère que le refus de tout système est encore un système, il répond à des objections insignifiantes, et fait preuve d'une « inutile lâcheté ».
Le 7 février 1920, le manifeste est proclamé par Breton à Paris, au club du Faubourg, en présence de Léo Poldès et de Raymond Duncan. Il suscite de vives réactions, racontées par Aragon : « La longueur de ce morceau et surtout son caractère poétique eurent rapidement fait de ramener l'union parmi les assistants. Le tollé devint général. » En effet, parmi le public de travailleurs et de leaders syndicalistes, la soirée avait tourné à l'affrontement entre anarchistes et socialistes : la proclamation du manifeste dada ramène l'unité contre lui.
L'effet sur le long terme du manifeste est difficile à mesurer : selon Claude Abastado, ce discours n'a pas ébranlé le système social, mais les habitudes mentales et une tradition culturelle. « On connaît les cibles de T. Tzara : la culture officielle, les cénacles et les académies, une esthétique dont les valeurs, aujourd'hui, sont démonétisées. Mais il est impossible d'évaluer quelle fut la part de Dada dans l'entreprise de subversion. »

### Publications ultérieures

Illustration de Francis Picabia pour les Sept manifestes Dada (1924)

Le Manifeste est reproduit dans Sept Manifestes Dada, publié chez Jean Budry en 1924 puis chez Jean-Jacques Pauvert en 1963 avec Lampisteries, et enfin, de manière posthume dans les Œuvres complètes de Tzara en 1975. Tzara a remanié son texte au moment de sa republication : on compte une vingtaine de variantes entre le texte de 1924 et le texte original,.
La publication des Sept Manifestes Dada intervient au même moment où Breton publie Poisson soluble auquel le Manifeste du surréalisme sert de préface, lance un bureau de recherche et une nouvelle revue. Tzara montre ainsi clairement qu'il ne souhaite pas faire partie du nouveau groupe surréaliste. Cette publication entraîne dans la presse un débat entre admirateurs et détracteurs du mouvement Dada.

## Analyse

### Un texte de rupture

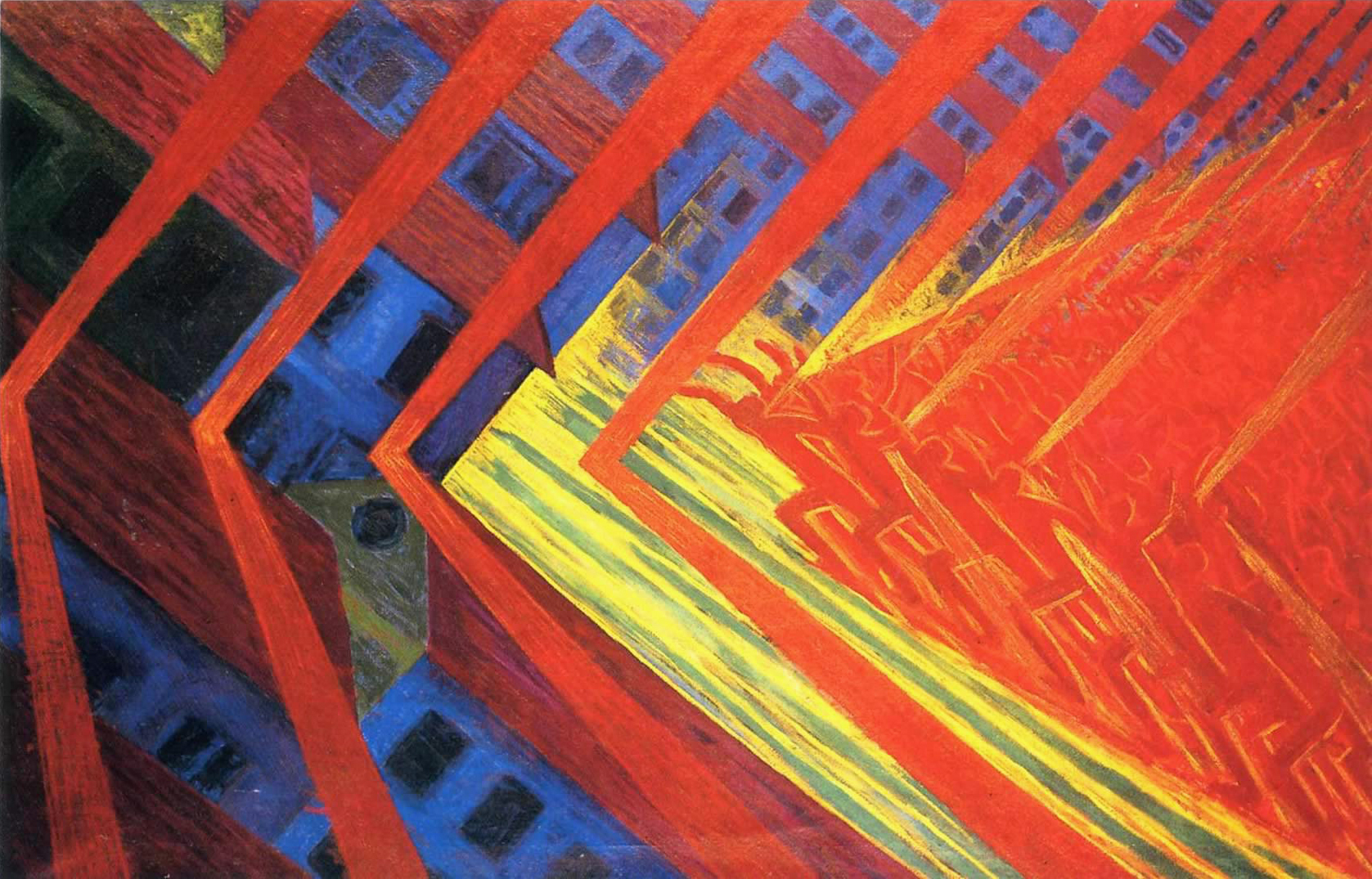
Les dadaïstes avaient dès 1916 manifesté de la défiance pour les futuristes et leur patriotisme cocardier. Le Manifeste Dada 1918 marque une rupture nette du mouvement Dada avec toutes les écoles d'avant-garde de son temps. (La Rivolta, œuvre futuriste de Luigi Russolo - 1911)

Alors qu'à ses débuts Dada se distinguait peu des autres mouvements d'avant-garde à la mode, tels que le futurisme, l'expressionnisme et le cubisme, le Manifeste Dada 1918 marque un moment de rupture, le tournant révolutionnaire du mouvement. Bien que les dadaïstes aient manifesté dès 1916 de la défiance pour les futuristes, dont ils ne partagent pas la foi en l'avenir et le progrès technique, et surtout le patriotisme cocardier, les premières publications dadaïstes accueillaient volontiers toutes les œuvres d'« esprit nouveau » qui circulaient également dans les revues Nord-Sud et SIC. Désormais, Tzara commence à prendre position contre les écoles modernes, écrivant « nous en avons assez des académies cubiste et futuriste, laboratoires d'idées formelles ».

### Le dégoût dadaïste
Dans son manifeste, Tzara nomme « dégoût dadaïste » son aversion pour toutes les valeurs en cours qu'il forme le projet de démolir. Cette intention polémique est affichée sans équivoque par des formules telles que « je détruis les tiroirs du cerveau et ceux de l'organisation sociale : démoraliser partout » ou « Que chaque homme crie : il y a un grand travail destructif, négatif, à accomplir. Balayer, nettoyer ». Le polémiste s’attaque aux structures sociales, aux institutions, aux modes de pensée. Il nie en bloc l'État, la famille, les religions, les académies et tous les systèmes, qu'ils soient philosophiques, esthétiques, scientifiques.

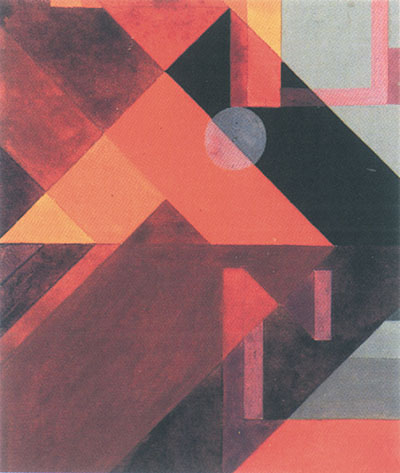
Sophie Taeuber, Composition en diagonales et Croix, 1916.

L’art fait également partie des institutions à rejeter, ce qui cristallise un des paradoxes du mouvement Dada, qui veut détruire l’art avec les moyens de l’art. Dans le contexte de la crise des valeurs, Dada ne peut se reconnaître que dans des œuvres abstraites telles que les formes découpées de Hans Arp. Les « collages » et les reliefs de ce dernier, comme les créations de sa compagne Sophie Taeuber, se distinguaient déjà dès 1916 des productions contemporaines de Vassili Kandinsky « par un abandon total à la spontanéité ».

### L’exaltation de la spontanéité, de la vie et de l’individualisme
Dans son manifeste, Tzara désigne la « spontanéité » comme élément central du mouvement Dada, ce qu’il réaffirme à plusieurs occasions entre 1922 et 1923, puis en 1924 dans un entretien avec le poète René Crevel où il dénie le caractère novateur de l’écriture automatique et précise que cette spontanéité doit s’appliquer non seulement à la poésie mais aussi aux actes de la vie. Cette exaltation de la spontanéité devance le célèbre passage du Dada Manifeste sur l'amour faible et l’amour amer dans lequel le poète propose une recette qui consiste à découper un article de journal, mettre les mots ainsi découpés dans un sac et les en ressortir un par un pour assembler un poème. Cette notion de spontanéité demeure problématique, selon Marius Hentea, dans la mesure où Tzara n’a en réalité jamais écrit de poésie spontanément, « et encore moins en appliquant sa fameuse recette », à l’exception du poème donné en exemple à sa suite.
Le manifeste exalte également la vie et la passion de vivre : le nom vie apparait vingt-quatre fois, le verbe vivre neuf fois. Malgré sa volonté destructrice, le manifeste n'est pas nihiliste. Comme l’écrit Henri Béhar :

« Au cours de sa brûlante révolte, quelques vérités essentielles sont apparues [à Tzara] : vérité de l’art et vérité de la vie ― qui au demeurant ne font qu’un ―, la vie avec ses contradictions et ses incohérences ; valeurs à ses yeux que le dégoût et son complémentaire la spontanéité. Car après le carnage reste non seulement l’espoir d’une humanité purifiée, mais aussi la confiance en l’homme. Refusant les idéologies, Tzara n’a pas l’idéologie du refus. »

Selon les historiens de l’art Charles Cramer et Kim Grant, ce qui fait sortir Tzara d’un complet nihilisme est sa croyance en un individualisme radical, qui transparait dans plusieurs passages du manifeste, comme celui-ci :

« j’ai enregistré assez exactement le progrès, la loi, la morale et toutes les belles qualités que différents gens très intelligents ont discutés dans tant de livres, pour arriver, à la fin, à dire que tout de même chacun a dansé d’après son boumboum personnel »

Bien qu’il n’y ait pour le polémiste aucune valeur, vérité ou préférence esthétique universelle, il défendrait la liberté de chacun à échapper à toute soumission à un système extérieur.

### Un manifeste ou un «anti-manifeste»?

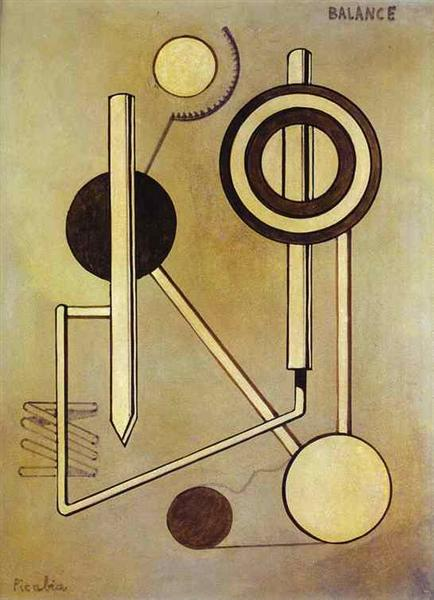
Dans son article « Le Manifeste Dada 1918 : un tourniquet », Claude Abastado explique qu’en écrivant un manifeste, Tzara s’enferme dans un piège dont il ne peut sortir, un tourniquet dont il ne peut arrêter le mouvement : il rêve de faire table rase de toutes les institutions, mais utilisant l’« écriture manifestaire », il « se plie à des pratiques sociales et use de formes de discours consacrées » dont il reconnaît par là-même l’efficacité. (Francis Picabia, Balance, 1919)

Selon Claude Abastado, professeur de littérature et auteurs de plusieurs ouvrages sur les manifestes littéraires, bien que Le Manifeste Dada 1918 veu[ille] être un « anti-manifeste », il « joue parfaitement son rôle institutionnel de manifeste ». En effet, le texte, malgré son caractère iconoclaste, obéit aux différentes lois du genre. Tout d'abord, le manifeste est annoncé comme tel dans l’affiche-programme de juillet 1918 et dans son titre ; Tzara se présente comme le porte-parole d’un mouvement, « désigne les cibles de ses attaques et sollicite ceux dont il espère faire des adeptes ». Le texte « annonce des temps nouveaux » ; Tzara propose un programme, un credo philosophique, et exprime son rêve de « changer l’existence et les structures sociales ». Enfin, le style, avec son ton dogmatique, ses définitions présentées comme des vérités, ses injonctions, hyperboles et anathèmes, inscrit le texte dans une tonalité prophétique typique des textes du genre.
Selon Abastado, « le projet même d’écrire un manifeste dada est contradictoire puisque Dada est négativité alors qu’un manifeste veut être une action positive ». Mais Tzara est conscient de cette contradiction, comme en témoignent les apartés ironiques à l’égard de son propre projet qui jalonnent le texte. Il écrit ainsi :

« J’écris un manifeste et je ne veux rien ; je dis pourtant certaines choses, et je suis par principe contre les manifestes, comme je suis aussi contre les principes (...) »

Au lieu de la cacher, le polémiste s’amuse alors à donner la contradiction en spectacle, écrivant par exemple : 

« J’écris ce manifeste pour montrer qu’on peut faire les actions opposées ensemble, dans une seule fraîche respiration; je suis contre l'action ; pour la continuelle contradiction, pour l’affirmation aussi, je ne suis ni pour ni contre et je n’explique pas car je hais le bon sens »

### Un texte poétique
Les manifestes dadas ont la particularité d’être à la fois un programme et sa mise en œuvre, autrement dit de définir un projet tout en s’attachant simultanément à mettre en pratique les principes formulés. Le manifeste est ainsi rédigé dans une écriture poétique, marquée par les énumérations loufoques, le délire et les métaphores. Tzara y joue avec les mots, utilisant de nombreuses paronomases, en toute liberté. Le poète utilise des onomatopées, invente des mots, tels que « cristablbuffle madone », « ventrerouges », ou interrompt son argumentation pour insérer des images baroques.

Henri Béhar note que Tzara passe insensiblement du langage du manifeste au langage poétique, parfois dans la même phrase, sinon dans des phrases juxtaposées. L'expérimentation poétique se rapproche souvent du jeu : 

« Si, comme le dit Tzara, la vie n'est qu'un jeu, alors tout est permis, et à plus forte raison le jeu avec les mots ! »

Pour Claude Abastado, il s’agit de remplacer la rationalité par « une pensée associative », et ainsi, par un « déferlement verbal » de tourner en dérision la prétention des manifestes.